# Фридхайм, Артур
Артур Фридхайм (англ. Arthur Friedheim, в России также Фридгейм; 14 (26) октября 1859, Санкт-Петербург — 19 октября 1932, Нью-Йорк) — русский и американский пианист, дирижёр и композитор.

## Биография
Родился в немецкой семье. Отец, военный, погиб в 1860 году в Средней Азии (вероятно, в Узун-Агачском сражении), мать, урождённая Хемпель, родом из Восточной Пруссии, положилась на помощь сестёр, женатых на заметных петербургских предпринимателях (одним из них был архитектор Александр Кольман).
В 1865—1874 гг. учился игре на фортепиано у Карла Зике, в 1869 году дебютировал с оркестром, исполнив фортепианный концерт Джона Филда. Затем в 1874—1878 гг. продолжил обучение музыке у А. Г. Рубинштейна, одновременно занимаясь на философском факультете Санкт-Петербургского университета. Согласно собственным воспоминаниям Фридхайма, его оркестровая увертюра «Печорин» была исполнена летним оркестром в Павловске, когда ему не было ещё и семнадцати лет.
Желая приобщиться к новейшим музыкальным течениям, покинул Россию для встречи с Ференцем Листом, однако Листу не понравилась игра Фридхайма. На протяжении двух лет работал дирижёром в маленьких оперных труппах в Мариенбурге, Дёбельне и Йене, затем в придворном оркестре княжества Шварцбург-Рудольштадт. Одновременно работал над оперой «Последние дни Помпеи» по одноимённому роману Эдуарда Булвер-Литтона. Затем направился в Веймар и провёл 1880—1886 гг. в окружении Листа, изменившего своё отношение к молодому музыканту. Некоторое время был его секретарём. Отлучался в гастрольные поездки, в том числе в Лондон и Париж; в Париже в 1883 году завершил работу над второй оперой «Винфрид».

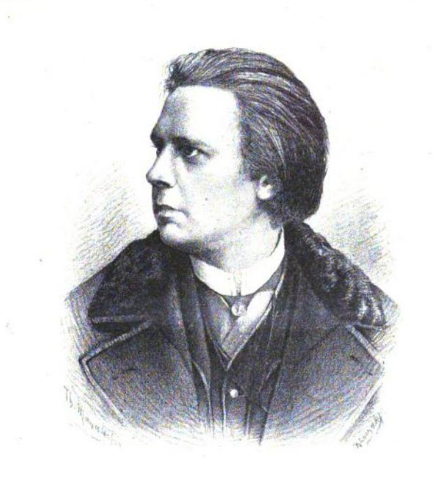
Артур Фридхайм (начало 1880-х гг.)

В 1887—1890 гг. обосновался в Лейпциге, где встретился в начале 1888 года с посетившим город П. И. Чайковским. Затем после краткого пребывания в Лондоне отправился в Нью-Йорк, где дебютировал 31 марта 1891 года с оркестром Теодора Томаса, в апреле дал четыре концерта в малом зале Карнеги-холла. Годом позже дебютировал в Карнеги-холле как дирижёр в концерте с участием Игнаца Падеревского в качестве солиста, в дальнейшем в этом же зале исполнил и свой собственный фортепианный концерт. В середине 1890-х гг. заведовал фортепианным отделением Чикагского музыкального колледжа.
В 1897—1908 гг. жил и работал в Великобритании, до 1904 года руководил фортепианным отделением в Манчестерском музыкальном колледже, затем в Гилдхоллской школе музыки. В лондонский период написал оперу «Танцовщица» (нем. Die Tänzerin). В 1908—1910 гг. находился в Мюнхене, после чего окончательно переселился в Новый Свет. В 1910—1911 гг. предпринял продолжительное гастрольное турне по США, Канаде и Мексике, завершившееся выступлением в Белом доме перед президентом США Уильямом Говардом Тафтом. Летом 1911 года принял участие в юбилейных концертах в честь столетия Листа во многих городах Германии, а осенью — в аналогичных мероприятиях во многих городах США. С началом Первой мировой войны немецкое происхождение Фридхайма заметно усложнило его американскую карьеру, вынудив его даже какое-то время играть в кинотеатрах; тем не менее, в 1916 году он начал цикл концертов-лекций в Эолиан-холле. С 1917 года и до конца жизни заведовал фортепианным отделением Нью-Йоркской школы музыки и искусств — с перерывом в 1922—1924 гг., когда он занимал ту же должность в Канадской академии музыки в Торонто; одновременно с 1919 года вёл собственную школу для пианистов. Среди учеников Фридхайма была Рилдия О’Брайен — мать и первая наставница Вэна Клайберна, — и этномузыковед Колин Макфи, которого сам Фридхайм считал наиболее талантливым своим учеником.
Бо́льшая часть композиторского наследия Фридхайма не сохранилась. Две оставленные им рукописи — мемуарный очерк и воспоминания о Листе — были изданы в 1961 году под общим названием «Жизнь и Лист» (англ. Life and Liszt; переиздание 2012). Несколько сделанных Фридхаймом записей музыки Листа, как полагает Аллан Эванс, демонстрируют не только феноменальную технику, но и наиболее глубокое и разностороннее понимание творчества своего наставника, открывающее в нём аполлоническую, а не только дионисийскую сторону.